# Carmen Jones

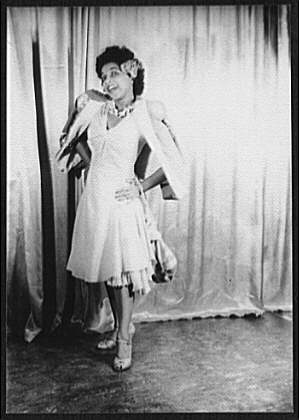
Carmen Jones

Carmen Jones é uma peça de teatro musical apresentada pela primeira vez na Broadway, em Nova Iorque, em 1943. A peça também foi apresentada por uma temporada, em 1991, no Old Vic, em Londres.
É uma adaptação moderna da ópera francesa Carmen de Georges Bizet, com ação localizada nos Estados Unidos inter-racial. A ópera de Bizet, por sua vez, é baseada na novela de mesmo nome de 1846 de Prosper Mérimée.
Em 1954, o musical recebeu uma adaptação cinematográfia dirigida por Otto Preminger.